# جورج جاكوب بول
جورج جاكوب بول (بالنرويجية البوكمول: Georg Jacob Bull)‏ هو قاضي وسياسي نرويجي، ولد في 1 أغسطس 1785 في أوسلو في النرويج، وتوفي في 12 ديسمبر 1854 في النرويج. انتخب  (1834 – 1836) وانتخب Chief Justice of the Supreme Court of Norway ‏ (1836 – 1854) وانتخب عضو برلمان النرويج ‏.